# 大庫普利亞
50°53′26″N 26°37′57″E / 50.89056°N 26.63250°E
大庫普利亞（烏克蘭語：Велика Купля），是烏克蘭西北部的村莊，隸屬里夫內州的里夫內區。該村始建於1870年，面積0.42平方公里，海拔高度187米，2001年人口164，人口密度每平方公里390.5人。